# Kaufdorf
Kaufdorf là một đô thị ở huyện Seftigen tại bang Bern ở Thụy Sĩ. Đô thị này có diện tích 2,1 km², dân số năm 2018 là 1089 người.